# Harpagobroma fumosum
Harpagobroma fumosum là một loài ruồi trong họ Asilidae. Harpagobroma fumosum được Hull miêu tả năm 1962. Loài này phân bố ở miền Australasia.